# 亚当·维尔乔赫
亚当·维尔乔赫（1980年11月1日—）生于格利维采，是一名波兰男子击剑运动员，主攻重剑。他曾参加2008年夏季奥林匹克运动会，在男子团体重剑项目上获得一枚银牌。